# لادون

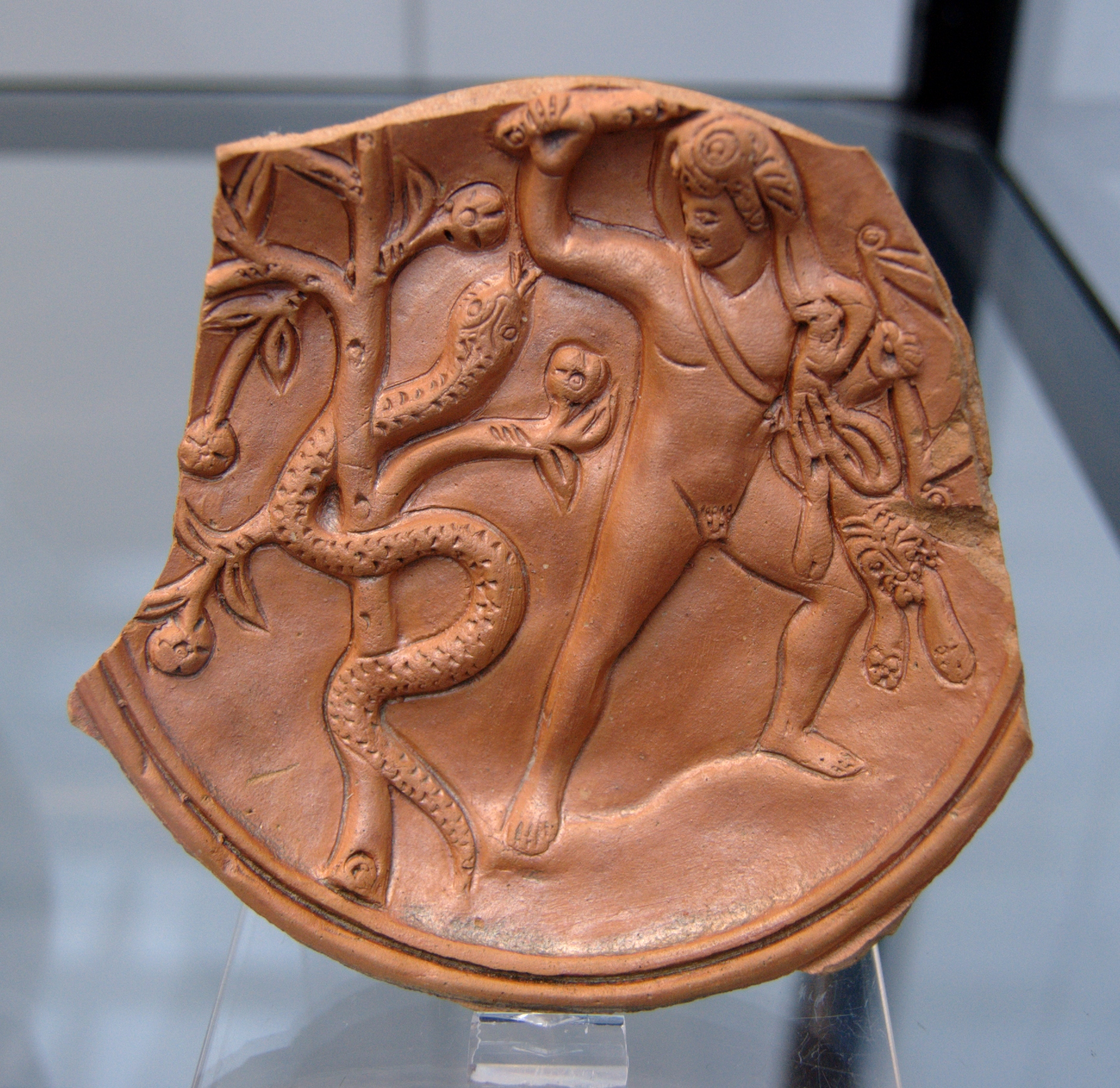
هراکلس و لادون

لادون (به یونانی: Λάδων، به انگلیسی: Ladon) یک اژدهای صد سر که از باغ هسپریدس و سیب‌های زرینی که داشت محافظت می‌کرد. او فرزند تایفون و اکیدنا است، اما در بعضی از منابع آمده که این اژدها فرزنده فورسیس است. هراکلس در یکی از خان‌های خود در جستجوی سیب‌های زرینی بود که توسط پری‌های هسپریدس محافظت می‌شد، او مجبور بود از اطلس کمک طلب کند. اطلس پذیرفت سیب‌های زرین را برای او بدزدد، به شرط اینکه هراکلس او را از سنگینی نگه داشتن آسمان برهاند اما فقط اگر این پهلوان یک چاره‌ای برای خلاص شدن از دست لادون بیندیشد. هراکلس توسط تیری اژدها را در بالای دیوار باغ کشت.